# Б'ютт (Монтана)

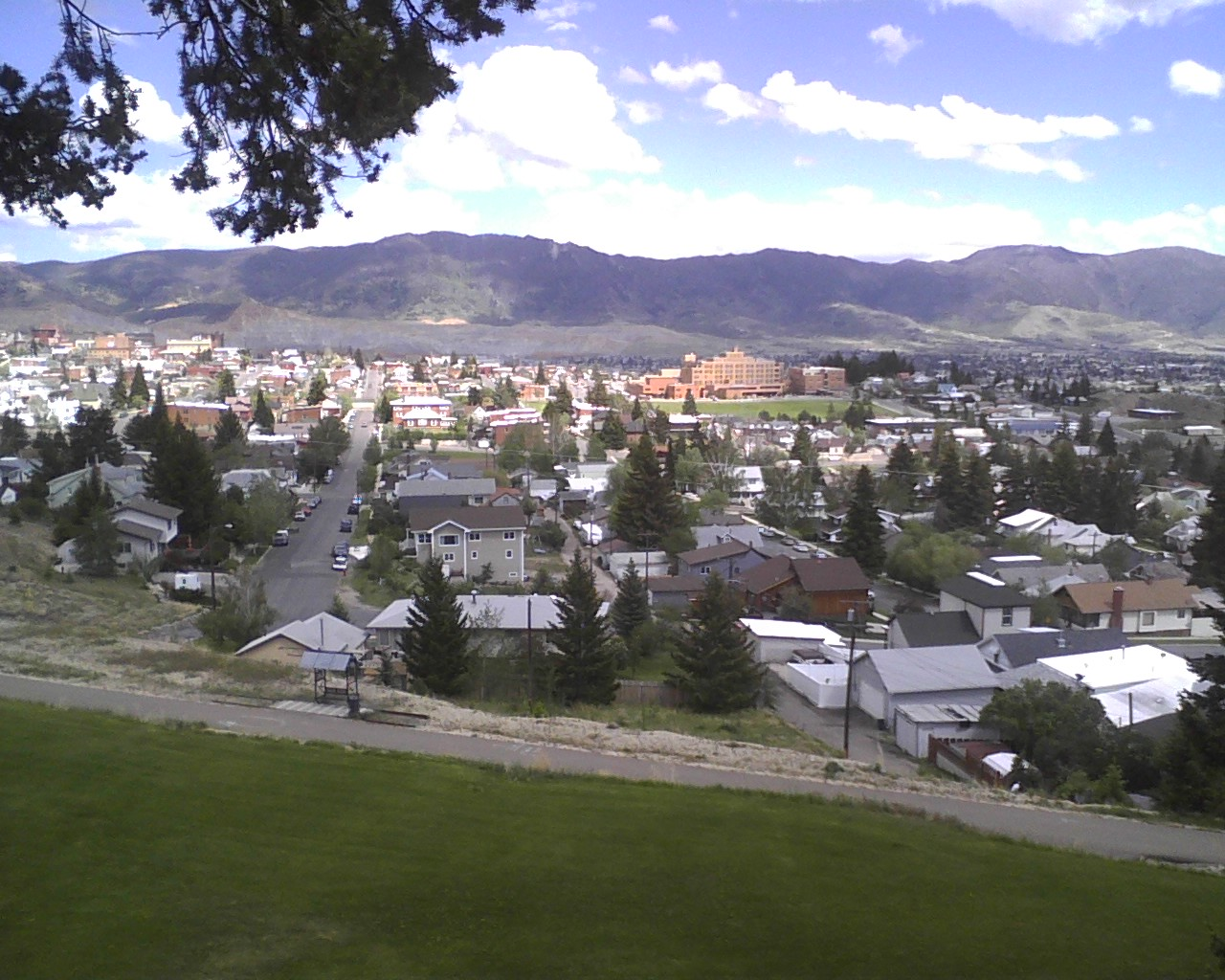
Б'ютт, 2012

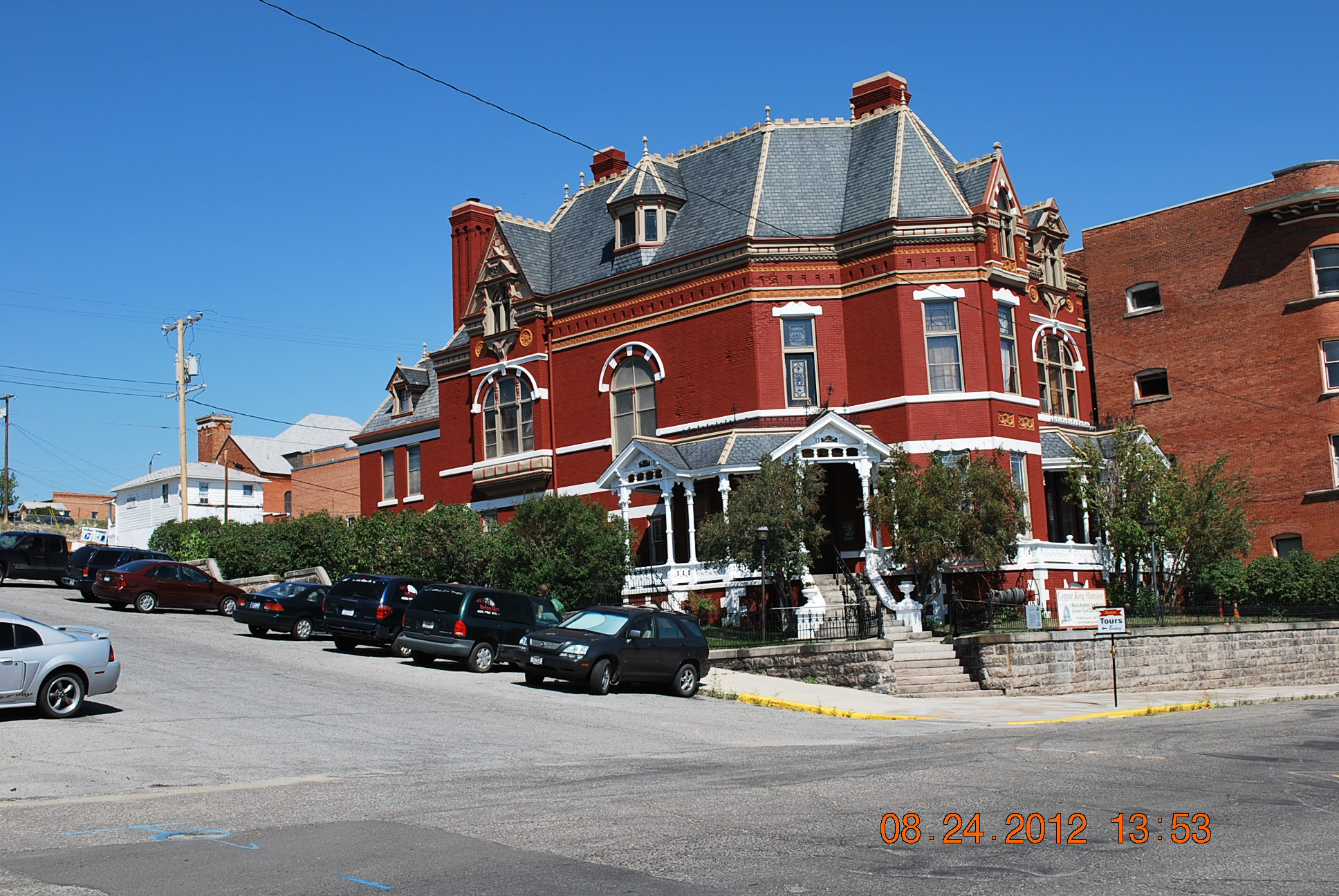
Вілла мідного короля після реставрації

Б'ютт (англ. Butte) — місто (англ. city) в США, центр округу Сілвер-Бау штату Монтана. Населення — 34 494 особи (2020). Місто розміщене на висоті 1 688 м над рівнем моря. Поштовий код — 59701 і телефонний код — 406.

## Історія
Б'ютт виник наприкінці ХІХ століття як робітниче поселення з видобутку золота та срібла. Індустріалізація Америки та розвиток електроенергетики викликали шалений попит на мідь і її видобування у Б'ютті значно зросло. Місто приваблювало працівників з усього світу, воно розрослося. У ньому появився легендарний салон і район червоних ліхтарів — «Алея Венери» вздовж Меркурі-стріт. В теперішні часи про склад етнічних груп, які приїхали на роботу до міста, можна робити висновки зі страв місцевого куховарства. Тут можна знайти і корнуольський пиріг, і слов'янський маківник, і скандинавські млинці з картоплі та борошна.

## Демографія
Згідно з переписом 2010 року, у селищі мешкало 33 525 осіб у 14 628 домогосподарствах у складі 8476 родин. Густота населення становила 18 осіб/км².  Було 16373 помешкання (9/км²).
Расовий склад населення:
| - 94,4 % — білих - 1,9 % — корінних американців - 0,5 % — азіатів - 0,3 % — чорних або афроамериканців - 0,1 % — вихідців з тихоокеанських островів |

До двох чи більше рас належало 2,1 %. Частка іспаномовних становила 3,7 % від усіх жителів.
За віковим діапазоном населення розподілялося таким чином: 21,0 % — особи молодші 18 років, 62,6 % — особи у віці 18—64 років, 16,4 % — особи у віці 65 років та старші. Медіана віку мешканця становила 41,3 року. На 100 осіб жіночої статі у селищі припадало 102,2 чоловіків;  на 100 жінок у віці від 18 років та старших — 101,8 чоловіків також старших 18 років.
Середній дохід на одне домашнє господарство  становив 53 670 доларів США (медіана — 37 686), а середній дохід на одну сім'ю — 68 659 доларів (медіана — 53 258). Медіана доходів становила 42 408 доларів для чоловіків та 32 460 доларів для жінок. За межею бідності перебувало 19,7 % осіб, у тому числі 25,0 % дітей у віці до 18 років та 8,2 % осіб у віці 65 років та старших.
Цивільне працевлаштоване населення становило 16 132 особи. Основні галузі зайнятості: освіта, охорона здоров'я та соціальна допомога — 27,5 %, роздрібна торгівля — 14,8 %, мистецтво, розваги та відпочинок — 11,1 %, науковці, спеціалісти, менеджери — 8,4 %.

## Географія
Б'ют розташований за координатами 45°53′45″ пн. ш. 112°39′37″ зх. д. / 45.89583° пн. ш. 112.66028° зх. д. (45.895959, -112.660222).  За даними Бюро перепису населення США в 2010 році місто мало площу 1856,57 км², з яких 1855,08 км² — суходіл та 1,49 км² — водойми.

### Клімат
| Клімат : Б'ют           | Клімат : Б'ют | Клімат : Б'ют | Клімат : Б'ют | Клімат : Б'ют | Клімат : Б'ют | Клімат : Б'ют | Клімат : Б'ют | Клімат : Б'ют | Клімат : Б'ют | Клімат : Б'ют | Клімат : Б'ют | Клімат : Б'ют | Клімат : Б'ют |
| Показник                | Січ.          | Лют.          | Бер.          | Квіт.         | Трав.         | Черв.         | Лип.          | Серп.         | Вер.          | Жовт.         | Лист.         | Груд.         | Рік           |
| Абсолютний максимум, °C | 14,4          | 16,1          | 20,6          | 28,3          | 32,2          | 36,1          | 37,8          | 37,2          | 33,9          | 29,4          | 20,6          | 18,9          | 37,8          |
| Середній максимум, °C   | −1,3          | 1,5           | 5,6           | 10,9          | 16,0          | 21,5          | 26,6          | 26,1          | 19,4          | 13,1          | 3,8           | −1,2          | 11,9          |
| Середній мінімум, °C    | −14,8         | −12,4         | −7,5          | −3,1          | 1,3           | 5,2           | 7,5           | 6,7           | 1,8           | −3,2          | −9,3          | −14,6         | −3,6          |
| Абсолютний мінімум, °C  | −44,4         | −46,7         | −37,8         | −26,7         | −12,8         | −5,6          | −2,2          | −5            | −16,1         | −30,6         | −41,1         | −46,7         | −46,7         |
| Норма опадів, мм        | 13            | 12            | 21            | 26            | 51            | 53            | 37            | 35            | 28            | 20            | 15            | 13            | 324           |
| Днів з опадами          | 7,9           | 6,0           | 7,6           | 8,1           | 9,4           | 9,0           | 6,1           | 5,1           | 6,1           | 6,7           | 6,7           | 7,6           | 86,3          |
| Днів зі снігом          | 7,8           | 7,6           | 9,6           | 6,6           | 2,7           | 0,4           | 0,0           | 0,1           | 0,8           | 3,2           | 7,2           | 8,5           | 54,5          |
| ----------------------- | ------------- | ------------- | ------------- | ------------- | ------------- | ------------- | ------------- | ------------- | ------------- | ------------- | ------------- | ------------- | ------------- |
| Джерело: NOAA           |               |               |               |               |               |               |               |               |               |               |               |               |               |

## Економіка

### Виробництво міді
Див. також Б'ютт (родовище)
У 1917 році видобування міді у копальнях Б'ютту досягло свого піку і неухильно знижувалося після цього. За час Другої світової війни, виробництво міді в Чукікамата (Чилі), набагато перевищило виробництво її у Б'ютті.

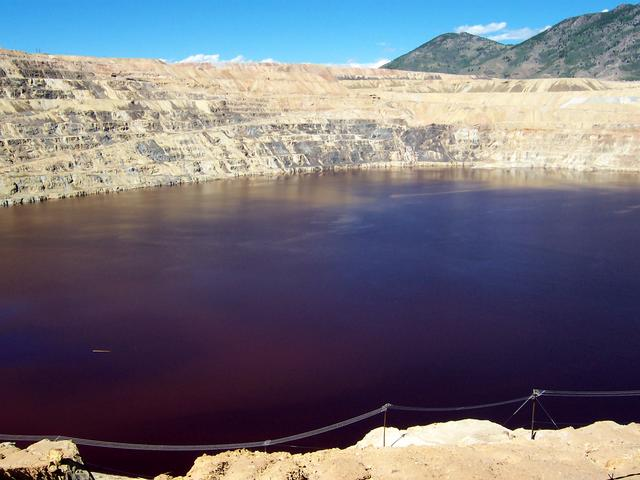
Озеро Берклі-Піт. 2012

### Варіння пива
Перші пивоварні були відкриті в Б'ютті у 1870-х роках. Їх власниками були переважно німецькі іммігранти, у тому числі Леопольд Шмідт, Генрі Мюллер і Генрі Мюнцер. У 1960-х роках на ринку домінувала продукція великих компаній пивоварння — Budweiser, Miller і Coors. Проте, в 1990-х у місті Б'ютт та його сусідах появилися невеликі броварні, що виробляють свою продукцію, а також завозять імпортне пиво.

### Промисловість

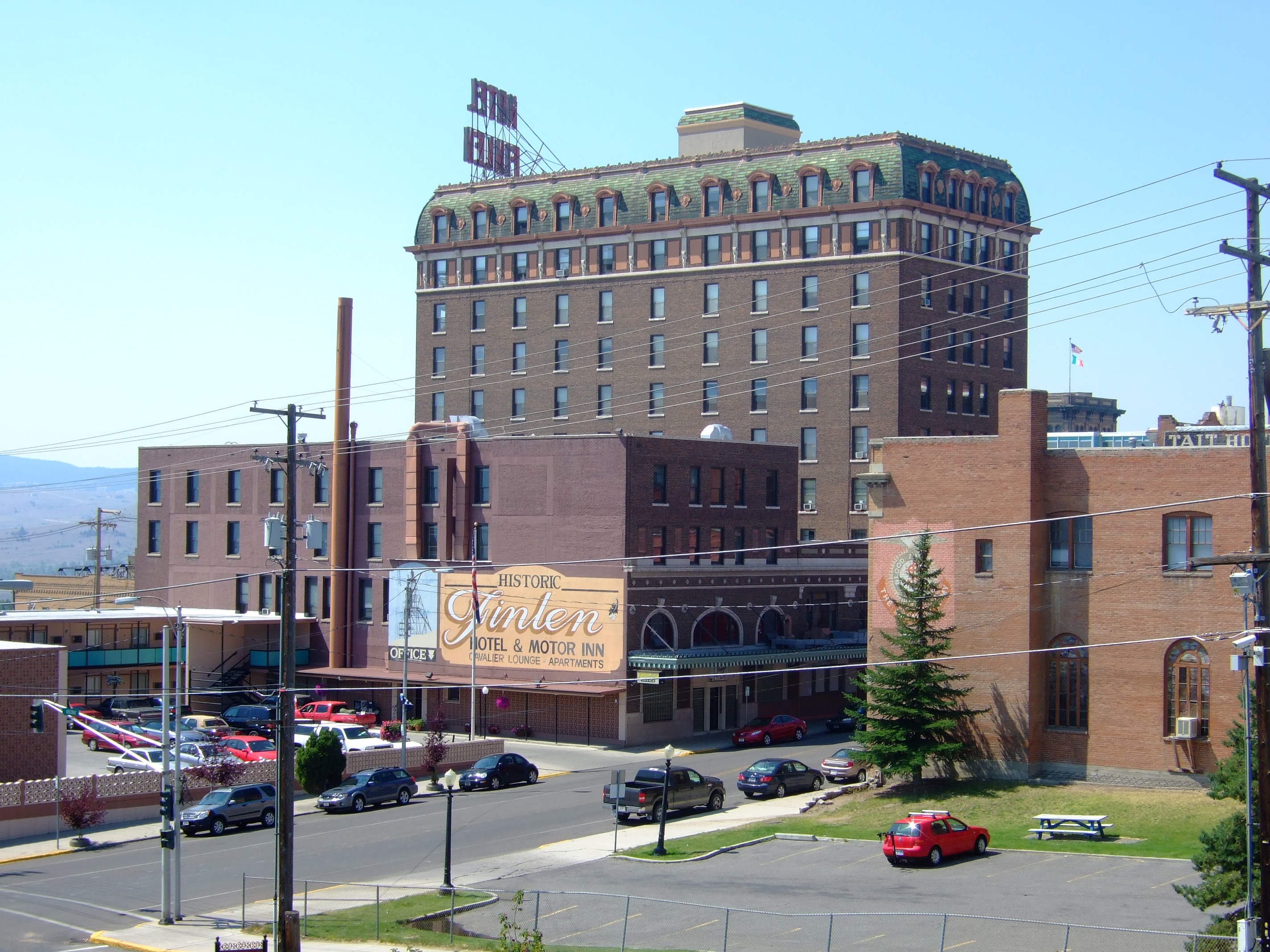
Готель Фінлен. 2007

Б'ютт є центром гірничодобувної промисловості регіону, що ведеться відкритим способом. Тут добувають мідну руду, свинець, цинк, срібло і золото. Тут також можна знайти рідкісні зразки мінералів: ковеліну, енаргіту, вюрциту, дигеніту, тетраедриту, халькозину та інших.

## Визначні пам'ятки міста

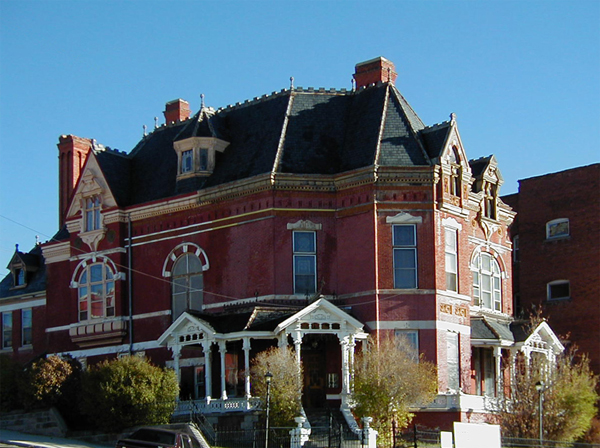
Будинок мідного короля. 2002

- Богоматір Скелястих гір — статуя Пресвятої Діви Марії висотою 27 м, присвячена жінкам і матерям у всьому світі, на вершині континентального вододілу, з видом на Б'ютт.
- Будинок мідного короля — 34-кімнатний місцевий музей, а раніше резиденція, одного з трьох мідних королів Б'ютта — Вільяма А. Кларка, який був побудований у 1884—1888 роках у вікторіанському неороманському стилі.
- Берклі Піт — гігантський колишній кар'єр копальні мідної руди заповнений дуже токсичною водою. На південній стіні озера Берклі Піт є оглядовий майданчик.
- Всесвітній музей гірничої справи — заснований у 1963 році на місці колишньої «Шахти Сирітки»[7]. Його головною визначною пам'яткою є макет міста рудокопів — «Ущелина пекельного рику». П'ятдесять виставкових будівель і незліченні артефакти дають можливість скласти уявлення про життя та працю рудокопів на одній з найпродуктивніших у світі мідних шахт.[8]
- Високогірний ковзанярський центр США — швидкісна ковзанка на відкритому повітрі, одна з трьох таких ковзанок у США.

## Особистості

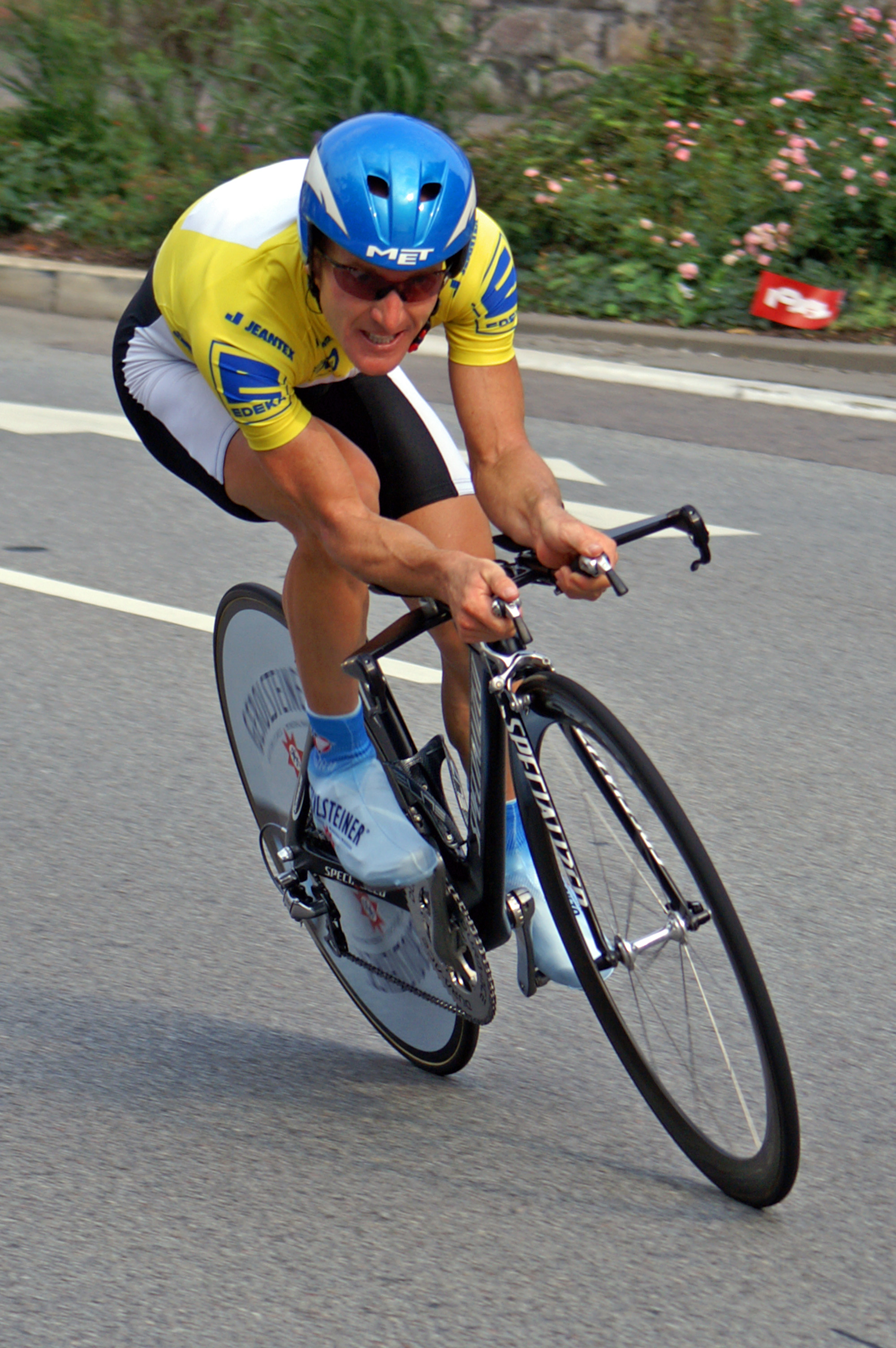
Леві Лейфеймер. 2005

- Кетлін Вільямс (1879—1960) — американська акторка, зірка ери німого кіно.
- Роберт Н. Лі (1890—1964) — американський сценарист.
- Сем'юел Дешил Гемет (1894—1961) — американський письменник, один із засновників жанру «чорного детективу», сценарист та політичний активіст.
- Фріці Ріджвей (1898—1961) — американська джигітка, актрорка кіно і водевілів.
- Андреа Лідс (1914—1984) — американська акторка, номінантка на премію «Оскар» у 1937 році.
- Марта Рей (1916—1994) — американська  акторка, співачка і комедіантка.
- Івел Кнівел (1938—2007) — американський каскадер.
- Леві Лейфеймер (*1973) — американський велогонщик, олімпійський медаліст.